# Peter Sickius
Peter Sickius, auch Peter Sick, Petrus Sickius und Peter Sicke (* 1528 oder 1530 in Rendsburg; † 26. April 1588 in Goldberg) war ein deutscher evangelischer Theologe und Pädagoge.

## Leben
Sickius immatrikulierte sich im August 1551 unter dem Rektorat von Konrad Pegel an der Universität Rostock. Hier absolvierte er ein Studium der philosophischen Wissenschaften und erwarb am 15. Oktober 1555 den akademischen Grad eines Magisters der Philosophie. Am 9. Juli 1556 wechselte er an die Universität Wittenberg, wo er am 25. Juli 1556 in den Senat der philosophischen Fakultät aufgenommen wurde. 1558 ging er auf Philipp Melanchthons Vorschlag an die Universität Königsberg, wo er an der philosophischen Fakultät Vorlesungen über das Neue Testament hielt.
In dieser Eigenschaft übertrug man ihm Dekanat der Fakultät und er wurde als Vertreter derselben im Sommersemester 1563 Rektor der Hochschule. 1559 war er Inspektor der Alumnen, 1566 alleiniger Professor Theologie in Königsberg und damit verbunden Assessor am Samländischen Konsistorium. Als solcher hatte er im Wintersemester 1567/68, 1571/72 und 1573/74 erneut das Rektorat der Alma Mater übernommen. 1575 folgte er einem Ruf als Rektor des Gymnasiums in Elbing. 1579 ging er in gleicher Eigenschaft nach Brieg, wo er auf fürstlichen Befehl die Grundsätze des Gymnasiums auf Deutsch drucken lassen musste. Schließlich zog er 1583 als Nachfolger des Valentin Trotzendorfs nach Goldberg, wo er sein Leben beschloss.
Sickius war zudem Privatlehrer des jungen D. von Maltzahn, ein Sohn eines gleichnamigen Adligen, dem er seine erste Schrift De lege Dei et Decalogo am 1. August 1554 gewidmet hatte.
Im Jahr 1571 wurde eine vergoldete Medaille gefertigt, die von ihm „ein bärtiges Brustbild im Rocke, mit hohem an den Enden umgelegtem Kragen“ zeigt.

## Werke
- De statu ecclesiae prutenicae et confessione Alberti senioris, adversus calumnis Pauli Schlichii. 1568.
- Chytraei regulas vicae.
- Oratio de vestigiis Sapientiae Dei. Johann Daubmann, Königsberg 1573.
- Oratio de statu ecclesiarum. Johann Daubmann, Königsberg 1572.